# Râul Halogoș
Râul Halogoș este un afluent al Târnavei Mici. 

## Hărți
- Harta județului Mureș